# Richard Teichgräber
Richard Teichgräber (* 5. August 1884 in Dahlen bei Oschatz; † 25. Februar 1945 in Mauthausen) war ein deutscher Gewerkschafter und Widerstandskämpfer gegen das NS-Regime.

## Leben
Teichgräber machte eine Lehre als Schlosser. 1906 trat er in die SPD ein. Von 1919 bis 1925 war er Stadtverordneter in Leipzig und gleichzeitig Aufsichtsratsvorsitzender des Volkshauses Leipzig. 1927 wurde er Bezirksleiter des Deutschen Metallarbeiterverbandes.
Nach der „Machtergreifung“ der Nationalsozialisten setzte er seine Gewerkschaftsarbeit illegal fort. Daraufhin wurde er am 15. Dezember 1934 verhaftet und im April 1935 in das Konzentrationslager Oranienburg gebracht. Im Dezember 1935 wurde er entlassen, aber bereits Anfang Januar 1936 erneut festgenommen. Er wurde wegen Hochverrats angeklagt und am 6. Oktober 1937 vom „Volksgerichtshof“ in Berlin zu dreieinhalb Jahren Zuchthaus verurteilt. Nach Verbüßung dieser Strafe wurde er in „Schutzhaft“ genommen. Er kam in verschiedene Konzentrationslager, darunter von 1938 bis 1944 ins KZ Buchenwald, danach in die Konzentrationslager Majdanek, Auschwitz und ab 25. Januar 1945 in das KZ Mauthausen.
Richard Teichgräber wurde vermutlich am 25. Februar 1945 ermordet; laut Totenbuch ist er angeblich an Herzschwäche verstorben.

## Erinnerung
In der Nähe der Gedenkstätte Plötzensee wurde in der Paul-Hertz-Siedlung die Teichgräberzeile nach ihm benannt.